# Mettmenstetten
Mettmenstetten est une commune suisse du canton de Zurich, située dans le district d'Affoltern.

Photo aérienne prise à 300 m par Walter Mittelholzer (1923).